# Мост через болото Манчак
Мост через болото Манчак — автомобильный мост в штате Луизиана, США, длиной 36,7 км.

## Описание
В начале 1979 года через болото Манчак западнее озера Пончартрейн был открыт бетонный мост. Является бесплатным для движения, общая длина 36,69 км, что делает его одним из самых длинных в мире и самым длинным в системе межштатных автомагистралей США. При строительстве были забиты сваи на глубину 76 метров в болото, стоимость пролёта составила около 4 миллионов долларов за километр (12 миллионов долларов за километр в ценах 2019 года).
Сооружение всего на 1,1 км короче, чем близлежащий мост через озеро Пончартрейн. Отметим, что оба моста служат для соединения территории Нового Орлеана с пригородами к северу от озера.
По мосту проходит часть межштатной автомагистрали I-55, которая начинаясь в 40 километрах западнее Нового Орлеана в местечке Лаплас, через 23,2 километра по мосту достигает пролива Манчак — короткого водного пути, соединяющего озеро Пончартрейн с озером Морепа. Пролив Манчак исторически служил международной границей в XVIII—XIX веках, в настоящее время здесь проходит административная граница между приходами Танджипахоа и Сент-Джон-те-Баптист в Луизиане. Расположенное рядом поселение называется Манчак и включает в себя несколько лодочных домиков и рыбацких стоянок по сторонам шоссе. В этом месте магистраль поднимается, чтобы пересечь преграду.
Изначально был запланирован в 1970 году как параллельный существующему мосту через пролив Манчак, но к 1973 году планы пересмотрены, в итоге построен четырёхполосный мост для проезда в обоих направлениях. Старый мост не был закрыт, используется преимущественно для местного сообщения.